# Joseph Joffre
Joseph Jacques Césaire Joffre (Rivesaltes, Francia; 12 de enero de 1852 - París, Francia; 3 de enero de 1931) fue un militar francés. Comandante de la caballería francesa durante la Primera Guerra Mundial, durante los años 1914 y 1916. Principalmente conocido por la retirada del Ejército Aliado y la derrota alemana en la batalla del Marne en 1914. Debido a su popularidad se le dio el apodo de Papa Joffre.

## Biografía

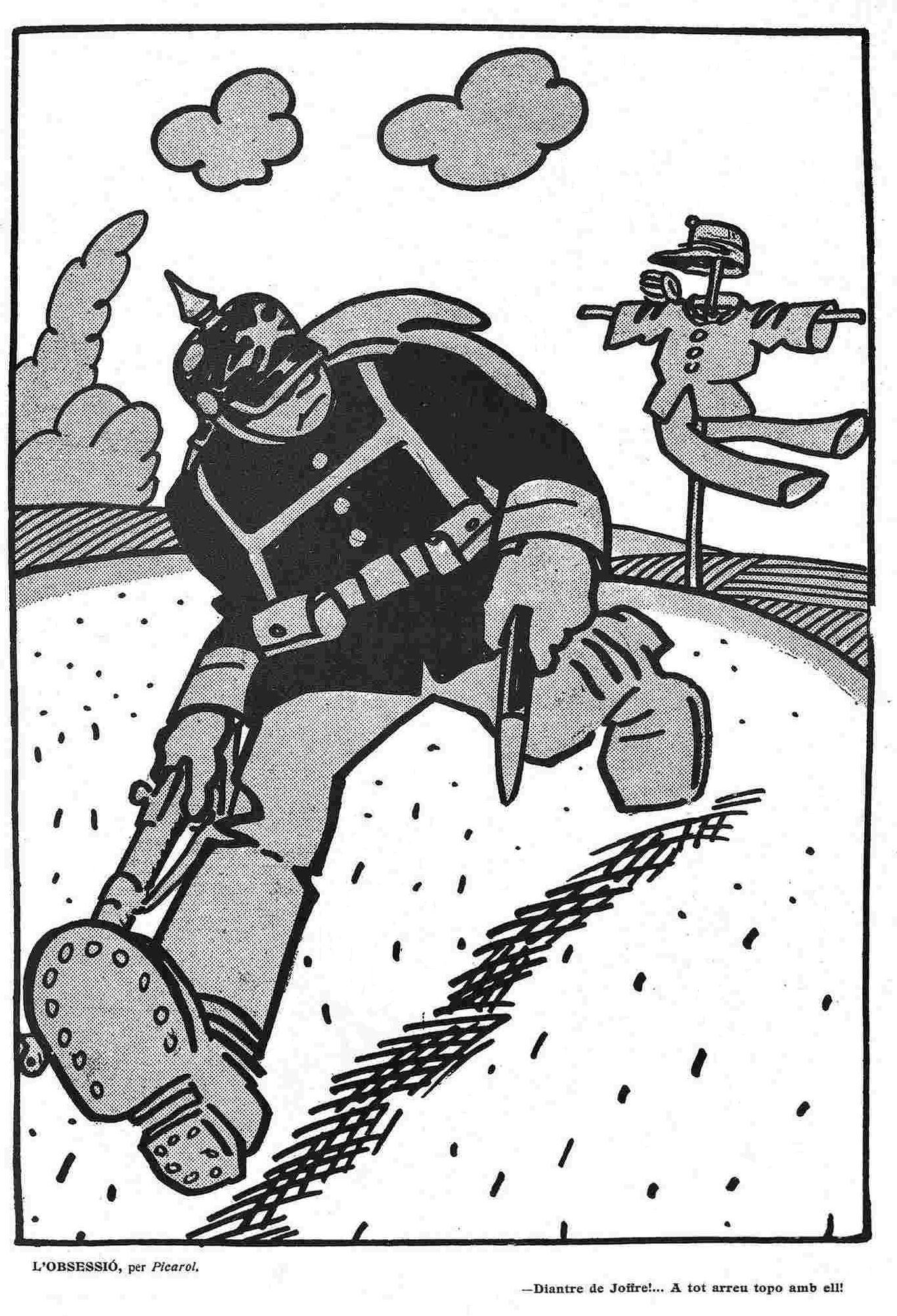
Viñeta de la revista satírica catalana L'Esquella de la Torratxa en la que se ensalza al mariscal Joffre (1915). El soldado alemán que huye al ver el espantapájaros con el uniforme francés dice: «¡Diantre de Joffre!... Por todas partes me topo con él».

Joseph Joffre nació el 12 de enero de 1852 en Rivesaltes, Rosellón, Francia de familia de viticultores. Cursó los estudios primarios en su pueblo natal y los secundarios en el Liceo François Aragó de Perpiñán. Ingresó en la École polytechnique (Escuela Politécnica) en 1870 para convertirse en oficial de carrera.
Sirvió activamente durante el sitio de París en la guerra franco-prusiana y en las colonias francesas como ingeniero militar. A su regreso a Francia, fue nombrado comandante en jefe del Ejército francés en 1911 en sustitución de Joseph Gallieni, adoptando la estrategia ideada por Ferdinand Foch conocida como Plan XVII. Joffre fue nombrado comandante a pesar de nunca haber comandado un ejército y habiendo sido mal evaluado anteriormente.

## Primera Guerra Mundial
Al estallido de la guerra, el plan francés cayó estrepitosamente con el Plan Schlieffen de Alemania. Joffre auxilió a revertir la situación mediante retiradas y contraataques en la batalla del Marne. Combinó las divisiones 9.ª y 10.ª del ejército dentro de la 6.ª durante dos semanas regresándolas a la división de Gallieni. Después de la tremenda derrota de Verdún y la ofensiva anglo-francesa en el Somme, fue reemplazado por el general Robert Nivelle, el 13 de diciembre de 1916.
Como aún era popular, fue nombrado mariscal de Francia, el primer hombre en recibir ese rango durante la Tercera República, sin embargo su papel fue menos que ceremonial.
Fue director de la misión militar francesa a Estados Unidos en 1917 y líder del Consejo Supremo de Guerra en 1918. Ese mismo año Canadá nombró al monte Joffre en homenaje a él. Se retiró en 1919 y fue nombrado miembro de la Academia Francesa. Había sido también nombrado caballero gran cruz de la Legión de Honor y caballero gran cruz de honor de la Orden del Baño, del Reino Unido.
En 1920 presidió los tradicionales Juegos Florales de Barcelona, España.  

## Fallecimiento
Después de 11 años, Joseph Joffre falleció a sus 78 años de edad el 3 de enero de 1931 en París, Francia y fue enterrado en Louveciennes. Sus memorias, de dos volúmenes, fueron publicadas póstumamente al año siguiente, en 1932.